# Storflotjärnen (Sundsjö socken, Jämtland, 700110-146640)
Storflotjärnen är en sjö i Bräcke kommun i Jämtland och ingår i Indalsälvens huvudavrinningsområde.